# Raión de Sajnóvschina
Sajnóvschina (en ucraniano: Сахновщинський район) es un raión o distrito de Ucrania en el óblast de Járkov. 
Comprende una superficie de 1170 km².
La capital es la ciudad de Sajnóvschina.

## Demografía
Según estimación 2010 contaba con una población total de 22967 habitantes.

## Otros datos
El código KOATUU es 6324800000. El código postal 64500 y el prefijo telefónico +380 5762.